# 韩汝孝
韩汝孝，字起敬，号凤林，山東清平縣人，明朝末年诗人。七岁失明，然喜读书，每得书，辄令人诵读，一听即能明瞭。积久遂于诸子百家、琴棋音律无所不晓。尤长于诗，有《纵情吟稿》。其诗音节自然，意境幽邃。以资纪志官盖州卫教授，赠儒林郎。《清平县志》具载其事。 　　

## 詩作
春日应诸宦 韩汝孝 　　
蒙君邀我步东堂，急唤儿童觅醉乡。莫忆晚年春有恨，且图今日乐无央。
残梅佩玉花分白，新柳垂金色半黄。欲借东风轻暖力，代吾吹去鬓边霜。